# アレハンドロ・グイド
アレハンドロ・グイド（Alejandro Guido 、1994年3月22日 - ）は、アメリカ合衆国のプロサッカー選手。ポジションはMF。

## 経歴

### クラブ
2011年7月、フィテッセのトライアルに参加した。
2012年3月、18歳の誕生日にメキシコのクラブ・ティフアナと契約を結んだ。加入当初はU-20チームでプレーしていたが、8月22日開催のコパ・メヒコ・セラヤFC戦でトップチームデビューを果たした。
2013-14シーズンはリーガ・デ・アセンソのドラドス・デ・シナロアにレンタル移籍。
2019年2月27日、MLSのロサンゼルスFCに加入。

### 代表
2011年6月、メキシコで開催された2011 FIFA U-17ワールドカップに代表メンバーの一人として参加した。
2018年5月28日、ボリビア代表とのフレンドリーマッチでフル代表初召集を受けたが、トレーニング中に鼠径部を負傷してしまい出場はしなかった。

## 所属クラブ
ユース
- クラブ・ティフアナ 2012

プロ
- クラブ・ティフアナ 2012-2019
  -  ドラドス・デ・シナロア 2013-2014 (loan)
- ロサンゼルスFC 2019-2020
  -  サンディエゴ・ロイヤルSC 2020 (loan)
- サンディエゴ・ロイヤルSC 2021-

## タイトル
ロサンゼルスFC
- サポーターズ・シールド: 2019